# Sandra Borderieux
Sandra Borderieux Pavlovic (30 de enero de 1979 en Chevreuse), es una judoka francesa naturalizada española de la categoría de 78 kg que actualmente reside en Francia. Ella fue ganadora de las medallas de plata en los Juegos del Mediterráneo de Túnez 2001 y Almería 2005. Además Sandra posee doble nacionalidad francesa y española, en algunos casos también ha representado ha Francia país de nacimiento y origen de su progenitor en diferentes torneos.

## Archivo
| Año  | Torneo               | Puesto | Categoría            |
| ---- | -------------------- | ------ | -------------------- |
| 2005 | Campeonato Europeo   | 7th    | Heavyweight (+78 kg) |
| 2005 | Juegos Mediterráneos | 2nd    | Heavyweight (+78 kg) |
| 2001 | Juegos Mediterráneos | 2nd    | Heavyweight (+78 kg) |